# Ла Балме (Долина Аосте)
Ла Балме је насеље у Италији у округу Долина Аосте, региону Долина Аосте.
Према процени из 2011. у насељу је живело 36 становника. Насеље се налази на надморској висини од 1320 м.